# Tu cielo, tu poesia
Tu cielo, tu poesia è il secondo album del cantautore italiano Paolo Frescura, pubblicato dall'etichetta discografica RCA il 16 settembre 1976.

## Descrizione
L'album è prodotto da Antonello De Sanctis, che scrive anche i testi dei brani le cui musiche sono composte dall'interprete, mentre gli arrangiamenti sono curati da Marcello Faneschi.
Dall'L.P. vengono tratti i singoli Due anelli/27 luglio, il cui brano principale si classifica quinto al Festival di Sanremo, e Tu cielo, tu poesia/Perché è finita così, che raggiungono rispettivamente il 15º e il 12º posto della classifica italiana dei dischi più venduti.

## Tracce

### Lato A
1. Tu cielo, tu poesia
2. 27 luglio
3. Perché è finita così
4. Ah! Se io fossi
5. Due anelli

### Lato B
1. Tesoro mio
2. Se fossi stato Adamo
3. Sogni sospesi
4. Mister Flanagan
5. Nel nostro quadrato di cielo
6. Un bimbo tutto tuo...e mio

## Formazione
Hanno partecipato alla registrazione dell'Album:
- Carlo Felice Marcoveccho - batteria, bonghetti, tumbe
- Mario Scotti - basso elettrico
- Luciano Ciccaglioni - chitarra elettrica, chitarra classica, banjo
- Bob Rose - chitarre
- Paolo Frescura - chitarra classica, chitarra acustica
- Marcello Faneschi - pianoforte, tastiere
- Rita Mariano - voce solista in 27 Luglio, Perché è finita cosi, Nel nostro quadrato di cielo
- Nicola Samale - direzione archi, flauto
- Mario Frera - " Più o meno " in Mister Flanagan
- Luca Rocco - violino solista in Mister Flanagan
- Il coro " 4+4 " diretto da Nora Orlandi
- Il coro di bambini "I nostri figli" diretto da Nora Orlandi

### Produzione
- Mario Vicari - supervisione artistica, curatore del missaggio
- Antonio Rampotti - tecnico della registrazione e del missaggio
- Taccaliti, Secondino, Olivieri - recordisti
- Francesco Logoluso - Art Direction
- Massimo Comandini - foto copertina